# Eriosyce megliolii
Eriosyce megliolii är en art inom trattkaktussläktet och familjen kaktusväxter, som har sin naturliga utbredning i Argentina.

## Beskrivning
E. megliolii är en klotformad till cylindrisk blekgrön kaktus som blir upp till 45 centimeter hög och 12 centimeter i diameter. Den är uppdelad i upp till 14 rundade åsar som är cirka 20 millimeter breda, och något knöliga. De uppåtböjda taggarna är grå till mörklila i färgen, är tjockare vid basen och blir upp till 25 millimeter långa. De består av 2 till 4 centraltaggar och 6 till 8 radiärtaggar. Blommorna är urnformade, gyllengula med rosa svalg, blir 3 centimeter långa och 2,5 centimeter i diameter. Frukten är klorformad, 10 millimeter stor och mörkbrun när den är mogen. 

## Synonymer
Pyrrhocactus megliolii Rausch 1974
Neoporteria megliolii (Rausch) Donald 1976